# 964

964(구백육십사)는 963보다 크고 965보다 작은 자연수다.

## 수학
- 합성수로, 그 약수는 1, 2, 4, 241, 482, 964다. 진약수의 합은 730이므로, 964는 부족수다.
- 85번째 불가촉수다. 앞의 불가촉수는 936, 다음은 966이다.
- {\displaystyle 964=8^{2}+30^{2}}
  - 서로 다른 두 자연수의 제곱합으로 나타낼 수 있는 수다.
- {\displaystyle 964=5^{2}+11^{2}+17^{2}+23^{2}}
  - 공차가 6인 네 자연수의 제곱합으로 나타낼 수 있는 수다. 이 성질을 지닌 앞의 수는 856, 다음 수는 1080이다.
  - 가장 작은 네 섹시 소수의 제곱합이다. 이 성질을 지닌 다음 수는 1780이다.
- {\displaystyle 15^{6}-1}은 964로 나누어떨어진다.

## 과학·기술
- NGC 964: 화로자리 방향에 있는 나선은하.
- 포르쉐 964: 포르쉐의 승용차.

## 교통
- 964번 홋카이도도(일본어판)

## 군사
- U-964(영어판, 독일어판): 제2차 세계 대전에 사용된 나치 독일의 군용 잠수함.

## 문화유산
- 대한민국의 보물 제964호: 대방광불화엄경소 권41

## 기타
- 연도: 964년, 기원전 964년
- 일본에서 과세소득의 포착률에 관한 업종간 격차를 나타내는 은어 ‘쿠로욘(일본어판)’의 숫자 고로아와세.